# إدي هيوز (سياسي)
إدي هيوز (بالإنجليزية: Eddie Hughes) هو سياسي بريطاني، ولد في 3 أكتوبر 1968 في برمنغهام في المملكة المتحدة. نشط حزبياً في حزب المحافظين. في الانتخابات التشريعية البريطانية 2017، انتخب عضو برلمان المملكة المتحدة الـ57 عن دائرة والسال الشمالية وقد انضم خلال فترته النيابية ‏ (8 يونيو 2017 – ) للكتلة البرلمانية حزب المحافظين.

## وصلات خارجية
- الموقع الرسمي